# Ommatius hyalinipennis
Ommatius hyalinipennis là một loài ruồi trong họ Asilidae. Ommatius hyalinipennis được Wulp miêu tả năm 1898.